# Федевич Іван
Отець Федевич Іван (19 січня 1883 — 11 лютого 1939) — український громадсько-політичний діяч Турківщини, греко-католицький священник.

## Біографія
Народився 19 січня 1883 року в селі Орховичі Рудківського повіту в сім'ї вчителя. Почав трудове життя серед бойків з 1911 року на посаді отця-катехита народних шкіл Турки. Вирізнявся серед загалу високим рівнем культури, аналітичним розумом, пастирським терпінням, щирим ставленням до людей.
Стояв біля витоків на Турківщині таких громадських організацій як «Рідна школа», «Сільський господар», «Руська Бесіда», банків «Українбанк» і «Сила», низки кооперативів. Дуже плідно працював задля розвитку товариств «Просвіти»: почавши після Першої світової війни створювати Товариство на Туркіщині він доводить їх кількість до 50-ти. З 1921 року і до кінця свого життя був незмінним головою осередку «Просвіти».
Федевич був душею і серцем багатьох громадсько-патріотичних організацій Турківщини — постійно будив національну свідомість верховинців, спонукав населення до активного залучення до культури і освіти. Жоден з великих заходів українських організацій в Турківському повіті у ті часи не обходився без його участи, його настанов, його пристрасного слова. В діяльности з пробудження Бойківщини розкривається його велике пастирське серце, непересічні здібності і талант, жертовність і щирість у пошуках стежини до сердець простих людей. Багатьом обдарованим дітям допомагав навчатися в Турківському приватному ліцеї за зменшену оплату, частині — надає матеріальну допомогу. За це чи не найбільше любили його верховинці, глибоко шанували представники окупаційної влади.
У дні Листопадового чину в 1918 році у Львові разом з невеличкою групою найсвідоміших українців перебирає владу в Турці від австрійських урядників. Турківчани обирають його делегатом від Української Національно-демократичної Партії до складу Української Національної Ради ЗУНР. Разом з митрополитом Андрієм Шептицьким, єпископами Григорієм Хомишиним, Йосафатом Коцеловським, 15 священниками плідно працює над розпрацюванням законодавства молодої Західноукраїнської держави.
За активну проукраїнську діяльність польська влада у липні 1919 року заарештовує Федевича, ув'язнює його в таборі для інтернованих у Домб'є коло Кракова, де перебувало понад 10000 інтернованих вояків армій Західно-Української Народної Республіки і УНР. Вийшовши на волю, ще активніше включається в роботу з пробудження національної свідомості верховинців, розвитку освіти і культури в повіті. Його не спиняють постійні переслідування влади і адміністративні перешкоди. Місцеві урядники неодноразово ставлять питання про виселення Федевича з повіту. На противагу цьому, бойки обирають його до повітової ради, де його слово на захист українського населення звучить ще вагоміше.
Іван Федевич був духовним батьком ОУН у Турківському повіті, часто допомагав ув'язненим членам організації вийти на свободу. На знак визнання вагомих заслуг Федевича перед громадою Турківщини в 1932 році українська громадськість урочисто відзначила 25-літній ювілей його пасторської та громадянської діяльності.
11 лютого 1939 року на 56-му році життя перестало битися велике серце Патріота, переповнене болями і турботами людей. Із кожного села приїжджали бойки, щоб віддати останню шану своєму духовному Наставнику і Батькови. Усі крамниці міста зачинили двері, просвітяни в національних костюмах несли 68 вінків, вели похоронну ходу 35 священників (у тому числі 4 римо-католицькі), труну на простому селянському возі в маєві зелені й квітів поволі везли три пари волів. Попрощатися з Федевичем прийшов староста міста — німець І.Ваґнер, за що на наступний день був звільнений польськими шовіністами з посади. Похорон Федевича був величним: подібного ніколи — ні в минулому, ні в майбутньому — не бачила Турка. Похований Іван Федевич на міському цвинтарі в м. Турка біля Церкви перенесення мощей святого Миколая.
Отець Іван Федевич по праву став найвидатнішою постаттю Турківщини у міжвоєнні роки минулого століття, увійшов в історію як визначний будитель Турківщини на етапі переходу до свідомого національного життя.

## Вшанування
Добру справу повернення із забуття та пошанування о. І.Федевича започаткували Василь Ланчак (адміністратор) та Олександр Писанчин (модератор) популярного сайту «Турка — перлина Карпат» (http://turka.at.ua ). Їхню ідею відкриття в дні проведення П'ятих, ювілейних, Бойківських фестин меморіальної дошки о. Федевичу на фасаді Турківської ЗОШ № 1 підтримав підприємець Любомир Яворський, надавши ініціаторам велику організаційну та фінансову допомогу. Долучився до цієї справи підприємець Євген Яворський.
Спільними зусиллями було зроблено перший та потрібний крок прослави духівника й учителя. 2 серпня, в урочистій обстановці, меморіальну дошку в знак пошанування відомого громадського діяча Турківщини було відкрито. Почесну місію зняти синьо-жовтий прапор з меморіальної дошки було надано найкращим учням школи — Назарію Мельнику та Дані Луговій. Про життєвий шлях просвітителя гостям фестин, вчителям та учням школи, що зібралися на свято, розповів Василь Ланчак та подякував усім, хто долучився до цієї справи. На урочистому відкритті також виступила активний член Товариства «Турківщина» у Львові Любомира Беднарчик (Кланцак), уродженка с. Ісаї. На завершення церемонії відкриття прозвучав Гімн «Ще не вмерла Україна» у виконанні знаного бойківського соловейка Назарія Тацишина.

Товариство "Просвіта". Турка, 1921 р.